# 겨자씨의 비유

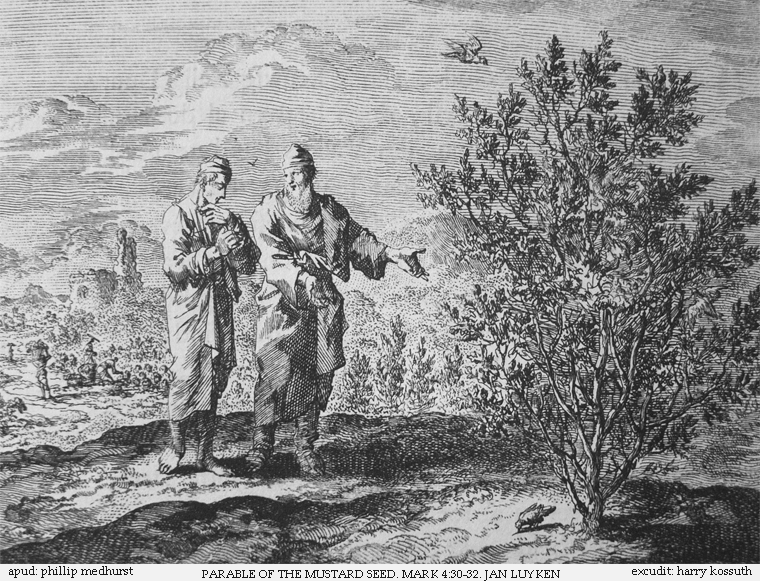
얀 라위컨의 동판화.

겨자씨의 비유는 예수의 비유 가운데 하나이다. 마태복음 · 마가복음 · 누가복음에 따르면 예수는 신의 왕국이 작은 겨자씨를 심어 큰 나무가 되는 것과 같다고 비유하였다.
고대 그리스어 ‘겨자(σινάπι)’는 일반적으로 흑겨자(Brassica nigra)를 부르는 말이었다. 겨자는 새가 앉아 쉴 수 있는 나무 크기로 자랄 수 없으므로, 예수는 의도적으로 비유를 강조해서 말한 것이다.
이 ‘겨자’가 살바도라 페르시카(Salvadora persica)라는 설이 있다. 이 식물의 씨에서는 겨자씨처럼 자극적인 향이 나며, 씨의 크기는 겨자씨보다 크지만 심으면 키가 10m 가까이 되는 나무로 자란다. 존 포브스 로이드는 사해 근처에서 이 나무가 발견된 점 등을 근거로 이를 지지했다. 하지만 헨리 베이커 트리스텀은 이 나무가 건조한 평원이나 사막에서 자라기 때문에 갈릴리 지방에 사는 청중들에게는 생소한 식물일 것이라는 점, 야생에서만 자랄 뿐 인간이 재배한 적이 없기 때문에 풀(정원채소, 고대 그리스어: λάχανον)과 비교할 수가 없다는 점 등을 들어 이를 반박하였다.

## 같이 보기
- 예수의 공생애
- 겨자씨